# Івабрадин
Івабрадин (англ. Ivabradine, лат. Ivabradinum) — лікарський препарат, який за своїм хімічним складом є гетероциклічною сполукою, та застосовується перорально.

## Історія створення
Історія створення івабрадину тісно пов'язана із відкриттям та дослідженням ролі іонних f-каналів, які беруть участь у регуляції спонтанної діастолічної деполяризації в клітинах синусового вузла провідної системи серця та регулюють змішаний потік іонів калію та натрію. За рахунок If-потоку проходить переважно регуляція частоти серцевих скорочень, та практично відсутній вплив на величину серцевого викиду та артеріальний тиск. Уперше f-канали описані в 1979 році Ді Франческо та Нобле. Після розкриття значення f-каналів розпочались дослідження із метою розробки лікарських препаратів, які специфічно впливають на if-потоки. Перший подібний препарат — івабрадин — був розроблений у лабораторії корпорації «Laboratoires Servier» у 90-х роках ХХ століття, і початково відомий під експериментальною назвою S-16257. У 2005 році івабрадин схвалений Європейським агентством з лікарських засобів для використання у хворих із стенокардією., а у 2012 році для лікування хронічної серцевою недостатністю із систолічною дисфункцією лівого шлуночка та схильністю до тахікардії, у тому числі у комбінації з іншими групами препаратів, включно з бета-блокаторами, а також при протипоказазах до їх застосування. У 2013 році французька компанія передала права на маркетинг івабрадину в США компанії «Amgen», яка у 2015 році отримала схвалення від FDA на реєстрацію та маркетинг івабрадину в США для лікування хронічної серцевої недостатності під торговельною маркою «Корланор». У інших країнах івабрадин зареєстрований під назвами «Прокоролан» (основна маркетингова назва у світі), «Коралан», «Кораксан», «Корлентор», «Брадіа» та «Івабід».

## Фармакологічні властивості
Івабрадин — синтетичний препарат, що по хімічному складу є гетероциклічною сполукою, та є першим представником нової групи антиангінальних та антиішемічних препаратів — інгібіторів f-каналів синусового вузла провідної системи серця. Механізм дії івабрадину полягає у специфічному зв'язуванні препарату з f-каналами в синусовому вузлі, що призводить до зменшення if-потоку, наслідком чого є подовження періоду потенціалу дії та, як наслідок цього — зменшення частоти серцевих скорочень. На відміну від інших антиангінальних та антиаритмічних препаратів, при застосуванні івабрадину не зменшується серцевий викид, не погіршується атріовентрикулярна провідність не знижується артеріальний тиск та не спостерігається симптомів бронхоспазму. При застосуванні івабрадину внаслідок зниження частоти серцевих скорочень збільшується тривалість діастоли, що у свою чергу призводить до збільшення надходження кисню до клітин міокарду та зниження потреби у кисні міокардіоцитів, покращення фазового стану дастоли, зниження ймовірності розриву атеросклеротичної бляшки, зниження кількості нападів стенокардії та їх інтенсивності та збільшення толерантності до фізичних навантажень, а також покращення прогнозу перебігу захворювання. Препарат має дозозалежний вплив на частоту серцевих скорочень, та не впливає на частоту серцевих скорочень, нижчу за 50 уд/хв, що підвищує його безпечність у порівнянні з іншими антиаритмічними препаратами, які часто призводять до розвитку важкої брадикардії. Івабрадин ефективно знижує частоту серцевих скорочень як при самостійному застосуванні, так і в комбінації з бета-блокаторами та блокаторами кальцієвих каналів. Івабрадин ефективний при застосуванні у хворих ішемічною хворобою серця з метаболічним синдромом, а також із супутнім цукровим діабетом. Окрім цього, івабрадин при тривалому застосуванні має імуномодулюючий ефект, який проявляється зниженням кількості лімфоцитів у периферичній крові. Івабрадин може також застосовуватися для зниження кардіотоксичного ефекту внаслідок хіміотерапії при онкологічних захворюваннях. Івабрадин у зв'язку із відсутністю ризику виникнення бронхоспазму може застосовуватися у хворих ішемічною хворобою серця із супутніми обструктивними захворюваннями легень. Проте у проведених багатоцентрових рандомізованих клінічних дослідженнях (BEAUTIFUL, SHIFT) хоча й було підтверджено зниження кількості приступів стенокардії та покращення якості життя пацієнтів із хронічною серцевою недостатністю (у тому числі зниження частоти надходження на стаціонарне лікування), проте не було доведено зниження смертності хворих та зниження кількості серйозних серцево-судинних подій (інфаркт міокарду, погіршення перебігу серцевої недостатності та інших важких серцево-судинних захворювань). Окрім того, антиангінальний ефект івабрадину зменшується при застосуванні його у хворих із порушеною ендотеліальною функцією. Негативною рисою івабрадину є збільшення ймовірності виникнення фібриляції передсердь, а також ймовірність збільшення гіпертрофії лівого шлуночка. Іншим частим негативним ефектом івабрадину є виникнення фотопсій, пов'язаних із взаємодією препарату із h-каналами сітківки, яке, щоправда, рідко призводить до відміни препарату.

### Фармакокінетика
Івабрадин швидко та повністю всмоктується після перорального застосування, проте біодоступність препарату складає близько 40 % у зв'язку з ефектом першого проходження через печінку та кишечник. Максимальна концентрація івабрадину в крові досягається протягом 1 години, прийом препарату з їжею сповільнює процес його всмоктування. Івабрадин добре (на 70 %) зв'язується з білками плазми крові. Метаболізується івабрадин в печінці та кишечнику із утворенням неактивних метаболітів. Виводиться препарат із організму майже у рівних кількостях як із сечею, так із калом у вигляді метаболітів, незначна частина препарату виводиться у незміненому вигляді. Виведення івабрадину з організму двофазне, основний період виведення складає 2 години, ефективний період виведення становить 11 годин. При нирковій недостатності період напіввиведення препарату не змінюється, при печінковій недостатності спостерігається збільшення періоду напіввиведення івабрадину.

## Показання до застосування
Івабрадин застосовується при лікуванні стабільної стенокардії напруги із нормальним синусовим ритмом та частотою серцевих скорочень більшою за 70 уд/хв при наявності протипоказів до застосування бета-блокаторів або у комбінації з ними при недостатній ефективності застосування бета-блокаторів; а також для зниження частоти серцевих скорочень у хворих хронічною серцевою недостатністю з метою зниження частоти розвитку важких серцево-судинних ускладнень.

## Побічна дія
При застосуванні івабрадидину найчастішим побічним ефектом є виникнення фотопсій, які спостерігаються, згідно даних клінічних досліджень, у 14,5 % випадків застосування препарату, але лише в 1 % випадків спричинюють відміну препарату. Часто спостерігаються також побічні ефекти з боку серцево-судинної системи — фібриляція передсердь (5,3 %), брадикардія (3,3 %, важка брадикардія у 0,5 % випадків), AV-блокада I ступеня (вкрай рідко ІІ та ІІІ ступеня), шлуночкова екстрасистолія, подовження інтервалу QT та інтервалу PQ, синдром слабості синусового вузла, іноді астенія та загальна слабість (що, ймовірно, пов'язані з брадикардією). Серед інших побічних ефектів спостерігаються рідко алергічні реакції (набряк Квінке, кропив'янка), задишка. З боку нервової системи часто можуть спостерігатись головний біль та головокружіння, а з боку органу зору також розмитий зір, диплопія. З боку травної системи зрідка спостерігаються нудота, діарея та біль у животі. У лабораторних аналізах при застосуванні івабрадину може спостерігатися еозинофілія, а також збільшення концентрації у крові креатиніну та сечової кислоти.

## Взаємодія з іншими лікарськими засобами
Івабрадин метаболізується за участю ізофермента CYP3A4 цитохрому Р-450, тому найбільш значущі взаємодії івабрадину спостерігаються із сильними інгібіторами або індукторами CYP3A4. Власне івабрадин не впливає на концентрацію інших лікарських препаратів, які метаболізуються за участю цього ізофермента цитохрому Р-450. Підвищення концентрації івабрадину в крові спостерігається при сумісному застосуванні його з інгібіторами цитохрому Р-450 — протигрибковими препаратами групи азолів (кетоконазолом, ітраконазолом), антибіотиками з групи макролідів (кларитроміцином, еритроміцин, джозаміцином, телітроміцином), інгібіторами протеази (нелфінавіром, ритонавіром), а також нефазодоном, що може призвести до розвитку важкої брадикардії. Підвищення концентрації івабрадину спостерігається також при вживанні грейпфрутового соку. При сумісному застосуванні івабрадину з індукторами ізоферменту CYP3A4, такими як барбітурати, рифампіцин, фенітоїн, а також при застосуванні звіробою концентрація івабрадину в крові знижується, що призводить до неефективності застосування препарату. При застосуванні івабрадину разом із блокаторами кальцієвих каналів, які сповільнюють частоту серцевих скорочень, та є помірними інгібіторами CYP3A4 (верапаміл і дилтіазем), також спостерігається підвищення концентрації івабрадину в крові та додаткове зниження частоти серцевих скорочень. Згідно даних клінічних досліджень івабрадин не має значущої фармакологічної взаємодії з дигідропіридиновими блокаторами кальцієвих каналів (амлодипіном, лацидипіном), інгібіторами протонної помпи (омепразолом, лансопразолом), інгібіторами ГМГ-КоА редуктази (симвастатином), дигоксином, силденафілом, варфарином. При застосуванні івабрадину разом із препаратами, що подовжують інтервал QT (хінідином, дизопірамідом, бепридилом, соталолом, ібутилідом, аміодарон, пімозидом, зипрасидоном, сертиндолом, мефлохіном, галофантрином, пентамідином, цизапридом, еритроміцином для внутрішньовенного засосування) також може спостерігатись посилення брадикардії.

## Протипокази
Івабрадин протипоказаний при підвищеній чутливості до препарату, частоті серцевих скорочень менше 70 уд/хв до початку лікування, кардіогенному шоці, інфаркті міокарду, важкій артеріальній гіпотензії, синдромі слабості синусового вузла, синоатіальній блокаді та AV-блокаді III ступеня, гострій серцевій недостатності або її дестабілізації, нестабільній стенокардії, важкій печінковій недостатності, при вагітності та годуванні грудьми, у дитячому та підлітковому віці. Івабрадин протипоказаний до застосування разом із протигрибковими препаратами групи азолів (кетоконазолом, ітраконазолом), антибіотиками з групи макролідів (кларитроміцином, еритроміцином, джозаміцином, телітроміцином), інгібіторами протеази ВІЛ (нелфінавіром, ритонавіром), нефазодоном, верапамілом та дилтіаземом.

## Форми випуску
Івабрадин випускається у вигляді таблеток по 0,005 та 0,0075 г. Івабрадин випускається також у комбінації з метопрололом під торговельною маркою «Імплікор» по 25 або 50 мг метопрололу та 5 або 7,5 мг івабрадину.